# William Marshall Bullitt
William Marshall Bullitt (* 4. März 1873 in Louisville, Kentucky; † 3. Oktober 1957 ebenda) war ein US-amerikanischer Jurist und United States Solicitor General.

## Biografie
Nach dem Besuch der High School von Lawrenceville studierte er an der Princeton University und erwarb dort 1894 einen Bachelor of Science (B.S.). Ein anschließendes Postgraduiertenstudium der Rechtswissenschaften an der Law School der University of Louisville schloss er 1895 mit einem Bachelor of Laws (LL.B.) ab. Nach der Zulassung zum Rechtsanwalt im Bundesstaat Kentucky gründete er Bullitt & Shield und war die nächsten Jahrzehnte als Anwalt tätig. Zwischenzeitlich war er von 1907 bis 1909 Vorsitzender der Behörde für Öffentliche Sicherheit (Board of Public Safety) von Louisville.
Im Juli 1912 wurde William Bullitt, der Mitglied der Republikanischen Partei war, von US-Präsident William Howard Taft zum US Solicitor General ernannt und nahm als solcher bis zum Ende von Tafts Amtszeit im März 1913 den dritten Rang im Justizministerium der Vereinigten Staaten ein.
Zuletzt war er von 1948 bis zu seinem Tod Partner der Anwaltskanzlei Bullitt, Dawson & Tarrant.